# Philippe Collin (réalisateur)
Pour les articles homonymes, voir Philippe Collin et Collin.
Philippe Collin est un critique de cinéma et un réalisateur français, né le 19 novembre 1931 à Paris.

## Biographie
Après des études à l'IDHEC, Philippe Collin devient assistant de réalisateurs confirmés tels Jean Renoir ou Marc Allégret, comme de la nouvelle génération (Éric Rohmer,Louis Malle, Alain Cavalier…). Réalisateur de plus de 200 documentaires culturels pour la télévision, il est l'auteur, au cinéma, de quatre longs-métrages à l'univers très personnel.
Il est également critique de cinéma au magazine Elle de 1974 à 2001, à la radio dans Le Masque et la Plume sur France Inter de 1985 à 2001.
Il a reçu le prix SCAM Audiovisuel 2009 pour l'ensemble de son œuvre.

## Filmographie

### Réalisateur

#### Cinéma
- 1960 : Zazie dans le métro de Louis Malle - assistant réalisateur
- 1961 : Vie privée de Louis Malle - assistant réalisateur
- 1962 : Le Signe du Lion d'Éric Rohmer - assistant réalisateur
- 1962 : Le Combat dans l'île d'Alain Cavalier - assistant réalisateur
- 1963 : Le Feu follet de Louis Malle - assistant réalisateur
- 1977 : Ciné Follies
- 1979 : Le Fils puni
- 1994 : Les Derniers Jours d'Emmanuel Kant
- 2004 : Aux abois

#### Télévision
- Archives du XXe siècle (1968-1988) : Barthes, Dada, Chirico, etc.
- Propaganda : L'Image et son pouvoir
- Réflexions faites : Bourdieu, Lévi-Strauss, Gombrich, Derrida
- La Forme et le Lieu : Dani Karavan - Grand prix du documentaire d'Architecture de Lausanne, 1990.
- Richard Krautheimer : Journées romaines - Prix du jury, Biennale du film d'art, Centre Pompidou, 1991.
- Marcel Duchamp en 26 minutes - Grand prix du festival du film d'art, UNESCO, 2001.

### Acteur
- 1975 : Mamma Rosa ou la Farce du destin de Raoul Sangla
- 1978 : Guerres civiles en France, épisode Premier Empire de Joël Farges
- 1980 : La Banquière de Francis Girod
- 1980 : Le Borgne de Raoul Ruiz : le docteur Campbell
- 1986 : Jeux d'artifices de Virginie Thévenet : le père
- 1996 : Sélect Hôtel de Laurent Bouhnik